# Biblioteca nacional de Togo
La Biblioteca nacional de Togo (en francés: Bibliothèque nationale du Togo) es una institución cultural, y educativa del país africano de Togo. Fundada en 1969, nueve años después de la independencia de esta excolonia francesa, se encuentra en un moderno edificio a lo largo de la Avenida de la Victoria (l'avenue de la victoire), una de las arterias principales de la ciudad de Lomé, la capital del país. Además de numerosos libros sobre diversos temas, mantiene en sus colecciones archivos que datan de la época colonial francesa y alemana. En el transcurso de la década de 1990, la Biblioteca Nacional ha sido enriquecida por un fondo adicional de 18 000 volumes.